# Theridion pelaezi
Theridion pelaezi là một loài nhện trong họ Theridiidae.
Loài này thuộc chi Theridion. Theridion pelaezi được Herbert Walter Levi miêu tả năm 1963.